# Coon Rapids (Minnesota)
Coon Rapids és una població dels Estats Units a l'estat de Minnesota. Segons el cens del 2000 tenia 63.573 habitants.

## Demografia
Segons el cens del 2000, Coon Rapids tenia 61.607 habitants, 22.578 habitatges, i 16.572 famílies. La densitat de població era de 1.049,5 habitants per km².
Dels 22.578 habitatges en un 39,1% hi vivien nens de menys de 18 anys, en un 57,3% hi vivien parelles casades, en un 12,2% dones solteres, i en un 26,6% no eren unitats familiars. En el 20,1% dels habitatges hi vivien persones soles el 5,1% de les quals corresponia a persones de 65 anys o més que vivien soles. El nombre mitjà de persones vivint en cada habitatge era de 2,71 i el nombre mitjà de persones que vivien en cada família era de 3,15.
Per edats la població es repartia de la següent manera: un 28,7% tenia menys de 18 anys, un 8,9% entre 18 i 24, un 33,3% entre 25 i 44, un 21,7% de 45 a 60 i un 7,3% 65 anys o més.
L'edat mediana era de 33 anys. Per cada 100 dones de 18 o més anys hi havia 91,5 homes.
La renda mediana per habitatge era de 55.550 $ i la renda mediana per família de 62.260 $. Els homes tenien una renda mediana de 41.195 $ mentre que les dones 30.277 $. La renda per capita de la població era de 22.915 $. Entorn del 3,6% de les famílies i el 4,8% de la població estaven per davall del llindar de pobresa.

## Poblacions més properes
El següent diagrama mostra les poblacions més properes.